# Třeboradice
Třeboradice – część Pragi. W 2006 zamieszkiwało ją 702 mieszkańców.

Na jej terenie znajduje się cmentarz Třeboradicki